# مجلس آل عواد
مجلس آل عواد من مجالس الطائفة المسيحية في بغداد، وأصل عائلة آل عواد من الموصل استوطنوا بغداد، وجعلوها دار إقامة لهم ونبغ منهم رجال كثيرون، ومنهم الأستاذ ميخائيل حنا عواد (1912 - 1996)، وهو مؤرخ وكاتب وباحث عراقي لقب بـ «الخالدي الأصغر»، وكان يشغل منصب السكرتير الخاص لمكتب وزير المعارف في العهد الملكي، وأخوه الأستاذ كوركيس عواد (1908 - 1992م)، اللغوي والباحث الذي شغل منصب أمين مكتبة المتحف العراقي، وتميز كوركيس بكثرة السعي والمثابرة في العمل ولهُ مؤلفات كثيرة وكتب منوعة، كما نشرت لهُ المجلات العراقية الكثير من المقالات العلمية، ومن مؤلفاتهِ كتاب مكتبة المتحف العراقي، وكتاب الكاغد(الورق) وصناعته في العصور الإسلامية، ورسائل تيمور باشا إلى الأب أنستاس ماري الكرملي، وكتاب جولة في دار الكتب الأمريكية. كما انتُخب المؤرخ كوركيس عواد عضواً عاملاً في المجمع العلمي العراقي.